# Ботево (Украйна)
Вижте пояснителната страница за други значения на Ботево.
Ботево (на украински: Ботієве, на руски: Ботиево) е село в южна Украйна,  в Приазовски селищен съвет, Мелитополски район на Запорожка област. Населението му е около 1615 души (2001).

## География
Разположено е на 18 m надморска височина в Черноморската низина, край устието на река Карсак, на брега на Азовско море и на 40 km югоизточно от град Мелитопол. Край селото е разположен Балабановият извор, известен още в началото на ХХ век с лековитата си вода.

## История

### Античност и Средновековие
Край Ботево са открити две селища от късната късната бронзова епоха (I хил. пр. Хр.). В едната са открити останки от скитско селище (IV в. пр. н. е.). Има и могили, най-голямата от които достига до 3 метра височина. Според някои автори при устието на река Корсак край Ботиево се е намирало древногръцкото селище Кремной, споменато от Херодот. 
През 1993 година край Ботево са разкопани два кумански кургана с височина 1,6 м. и диаметър 38 м. В единия от тях е разкрито погребение на богат воин, положен заедно с въоръжение и предмети на бита.

### Цареводаровка в Руската империя
През първата половина на ХIХ век на мястото на днешното Ботево е разположен ногайският аул Улкан Сасиктагун (Улкон Сасъктогун). Ногайците са уседнали, но се занимават предимно с животновъдство, като развъждат коне. След Кримската война те се изселват в Османската империя.
Днешното село е основано от български преселници от преминалата към Молдова част от Южна Бесарабия. През 1861 година представители на желаещите да се изселят българи пристигат в Таврия, където се разпределят участъци за заселване. Участъците са разпределени с жребий между представителите на различните български бесарабски колонии, с изключение на Улкан Сасиктагун и Кичкине Тогун, които избира Генчо Къргов, представител на колонията Дермендере. Синът на Къргов, Михаил Греков пише, че тези два участъка са разпределени без жребий поради заслугите на Къргов за преселването. На мястото на бившето ногайско село Улкан Сасиктагун е основана новата българска колония Първо Дермендере, а в участъка Кичкине Тогун (Кичкине Сасък Тогун) - Второ Дермендере. Впоследствие първата колония е преименувана на Цареводаровка, а втората - на Строгановка. Цареводаровка е известна и като Каленчак.
Българските жители на Цареводаровка основават селото си през 1862 година. От ногайското селище са останали три дома и една джамия, пригодена впоследстивие за параклис На 14 февруари 1872 година е осветен нов храм - „Свети Велокомъченик Димитрий“.
През 1881 година селото е център на Цареводаровска волост. През 1886 г. в Цареводаровска волост са включени 18 села. В Цареводаровка се провеждат два годишни панаира. През 1897 година Цареводар има 2448 жители, а през 1904 - 2996.
Михаил Греков пише през 1912 година, че в Цареводаровка и Строгановка са разположени четири големи търговски кантори , които изнасят жито и други зърнени храни. В Цареводаровка има три училища, с четирима учители и 199 ученика.  През 1912 година, след избухването на Балканската война жителите на Цареводаровка събират 4000 рубли за организирането на Таврийско-Бердянската болница, изпратена в помощ на българската армия.

### След болшевишката революция
Селото е разорено по време на Гражданската война в Русия, когато в Таврия се водят военни действия от различни армии (на Нестор Махно, на Антон Деникин, на барон Врангел, на болшевиките), върлуват разбойнически банди. През 1918 година в Цереводаровка функционира комитет за самоотбрана, чиято цел е защита на местните жители от „болшевишки и анархистки банди“. Таврийските българи сформират и полк за самоотбрана, ръководен от полковник Малаков от Цареводаровка. Повече от година полкът на Малаков осигурява спокойствието в региона, но през есента на 1920 година е разбит при настъплението на съветските войски, ръководени от Фрунзе, и е принуден да се оттегли в Крим, където е разформирован от белогвардейците на Врангел. През февруари 1921 Цареводаровка е залята от вълна от арести и разстрели.
След Гражданската война в селото е отворена гимназия.
През 1924 година селото е център на район, в който влизат още 13 села. Жителите му са 4727 души, от които 4262 - българи.
В 1927 година в чест на Христо Ботев Цареводаровка е преименувана на Ботево (Ботиево). През 1930-1932 година селото преминава през разкулачването и глада в Съветска Украйна.

През 1943 година писателят Мишо Хаджийски описва Ботево по следния начин:
| „ | Ботево е голямо село с 4500 жители....Тук е прочутото ботевско пристанище. По брега на морето чезнат гигантски магазини-хамбари за жито и храни...Селото е успоредно с Карсак, в центъра има двуетажни каменни къщи. Тук са митницата, търговските фирми, безброй магазини и складове. В Ботево има две големи валцови мелници и няколко вятърни. Общинската електроцентрала дава електроенергия не само за Ботево, но и за Строганово. | “ |

### В независима Украйна
От 1991 година Ботево е в състава на независима Украйна, в която е преименувано на Ботієве.
През 2016 година е образуван Ботевски селски съвет в Приазовски район. През 2020 година Ботевският селски съвет е обединен с Приазовския селищен съвет, а Приазовският район е закрит.
През пролетта на 2022 година, в хода на руското нападение над Украйна Ботево е окупирано от руски военни части.

## Икономика
През 2012-2016 година между Ботево и село Приморски Посад е построена Ботиевската вятърна електроцентрала, определяна като най-голямата вятърна електроцентрала в Украйна. Мощността ѝ е 200 мегавата.